# Diesdorf (Saksonia-Anhalt)
Diesdorf – miasto (niem. Flecken) w Niemczech, w kraju związkowym Saksonia-Anhalt w powiecie Altmarkkreis Salzwedel, wchodzi w skład gminy związkowej Beetzendorf-Diesdorf.

## Współpraca
Miejscowość partnerska:
- Dautphetal, Hesja